# Martin Telser
Martin Telser (16 ottobre 1978) è un ex calciatore liechtensteinese, di ruolo centrocampista.

## Carriera

### Nazionale
Ha collezionato 73 presenze con la propria Nazionale.

## Palmarès

### Club

#### Competizioni nazionali
- Coppa del Liechtenstein: 7

Balzers: 1996-1997
Vaduz: 1997-1998, 1998-1999, 1999-2000, 2000-2001, 2001-2002, 2002-2003
- Prima Lega: 1

Vaduz: 1999-2000
- Challenge League: 1

Vaduz: 2002-2003